# 高崎市立城東小学校
高崎市立城東小学校（たかさきしりつ じょうとうしょうがっこう）は、群馬県高崎市江木町にある公立小学校。

## 概要
本校は、東小学校が大規模校化した事から、東小学校学区の一部を分離して開校した。

## 沿革
- 1954年（昭和29年）
  - 4月1日 - 高崎市立城東小学校として開校[2][3]。
  - 12月11日 - 落成した教室棟（中校舎）へ移転し、移校式を挙行[4]。
- 1955年（昭和30年）
  - 2月 - 給食調理場を設置[5]。
  - 5月10日 - 学校林を設定し、杉と檜3000本を植樹[6]。
  - 8月29日 - 南校舎を落成[6]。
- 1956年（昭和31年）
  - 5月10日 - 学校林を拡張[6]。
  - 7月5日 - 校庭が完成[2]。
- 1960年（昭和35年）3月31日 - 北校舎を落成[2]。
- 1962年（昭和37年）10月3日 - 学校給食優良校として、文部大臣より表彰[2]。
- 1963年（昭和38年）
  - 4月1日 - 特殊学級（現：特別支援学級）を開設[2]。
  - 11月30日 - 保健体育優良校として、文部省より表彰[2]。
- 1964年（昭和39年）
  - 6月21日 - 校歌制定発表会を開催[6]。
  - 6月30日 - プールを落成[2]。
- 1965年（昭和40年）3月25日 - 体育館を落成[2]。
- 1973年（昭和48年）3月10日 - 鉄筋コンクリート造3階建ての校舎を落成[6]。
- 1974年（昭和49年） - 開校20周年記念として、記念誌「城東二十年」を発行[7]。旧校舎時代の空中写真（1974年12月）

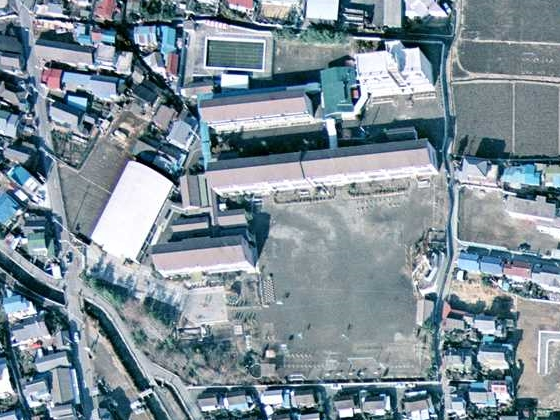
旧校舎時代の空中写真（1974年12月）

- 1975年（昭和50年）5月12日 - 開校20周年記念事業として、岩石園を設置[2]。
- 1976年（昭和51年）
  - 4月1日 - 中居小学校を分離開校[2]。
  - 9月1日 - 体育施設の一般開放を開始[6]。
- 1981年（昭和56年）10月17日 - 県統計グラフコンクールにて団体学校賞を受賞[2]。
- 1984年（昭和59年）12月 - 開校30周年記念として、記念誌「城東小三十年」を発行[8]。
- 1988年（昭和63年）5月10日 - 新校舎を落成[9][2]。
- 1989年（平成元年）
  - 2月13日 - 特別教室棟を落成[2]。
  - 4月4日 - 給食室と中庭が完成[2]。
- 1990年（平成2年）1月16日 - 新体育館を落成[2]。
- 1991年（平成3年）
  - 2月27日 - 校舎等改築落成式を挙行[2]。
  - 5月28日 - 新プールを落成[2]。
- 1994年（平成6年）3月1日 - 栽培園（学校園）を設置[2]。
- 2001年（平成13年）3月 - 校庭脇に学童クラブを設置[2]。
- 2004年（平成16年）11月 - 開校50周年記念として、記念誌「城東小五十年」を発行[10]。
- 2014年（平成26年）3月 - 開校60周年記念として、記念誌「城東小六十年」を発行[11]。

## 教育目標
- 豊かな知性と情操を備え、心身共に健康で、強い意志と実践力に富む児童の育成を目指す。
  - 本気で学ぶ子
  - 思いやりのある子
  - 元気でがんばる子

## 施設概要
おもな施設。校地面積は19,598平方メートルである。
- 校舎（6,239 m2[12]） - 1988年竣工の鉄筋コンクリート造3階建て[9]。理科室や家庭科室などの特別教室棟は翌1989年竣工[2]。
- 給食室（257 m2[12]） - 1989年竣工[2]。
- 体育館（1,049 m2[12]） - 1990年竣工[2]。
- 校庭（10,629 m2[12]）
- プール - 1991年竣工[2]。大小2つのプールがある。

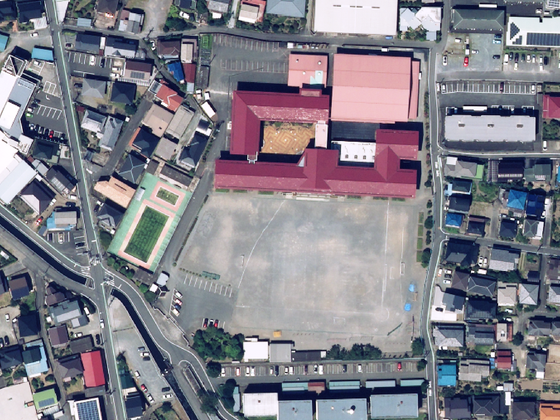
空中写真（2020年8月）

- 城東学童クラブ[13] - 校庭の南にある。
- 城東第二学童クラブ[13] - 校庭の南にある。

## 通学区域
- 東町
- 岩押町
- 高関町
- 江木町（第2、第3、第4のうち県道12号前橋高崎線以東の地区、第5、中、南、西）
- 上中居町（第1）
- 栄町（八島町第3を除く）
- 北双葉町

出典：

## 進学先の中学校
地区によって進学先の中学校が異なる。
- 高崎市立高松中学校 - 東町、栄町
- 高崎市立大類中学校 - 高関町、上中居町（1400番地から1485番地以外）
- 高崎市立佐野中学校 - 岩押町、北双葉町、上中居町（1400番地から1485番地のみ）
- 高崎市立塚沢中学校 - 江木町

出典：

## アクセス
- 高崎市内循環バスぐるりん「京ヶ島線」で、「城東小学校前」停留所下車後、徒歩約1分。
  - 7系統のりばから、徒歩約80m。
  - 8系統のりばから、徒歩約110m
- JR東日本・上信電鉄高崎駅（東口）より、
  - 徒歩約1km・約15分。
  - 上述の「高崎市内循環バスぐるりん」8系統ヶ島線に乗車し2分、「城東小学校前」停留所下車後、徒歩。

## 学校周辺
- 市営江木団地
- 高崎江木郵便局
- 国道354号
- 敬西寺

## 著名な出身者
- 布袋寅泰 - ロックミュージシャン、ギタリスト[16]。創立60周年記念式典の際にはビデオメッセージを寄せた[3]。